# Beck-Online
Beck-Online (Eigenschreibweise: beck-online.DIE DATENBANK) ist eine juristische Fachdatenbank aus dem Verlag C. H. Beck.

## Geschichte
Der Dienst wurde im Jahr 2001 gestartet. Das Angebot umfasste seinerzeit nur die Bereiche Zivilrecht und Arbeitsrecht, die von etwa einem Dutzend Mitarbeitern betreut wurden.

## Inhalte und Zielgruppen
Heute werden 150 Fachmodule angeboten, die einzelne Rechtsgebiete abdecken oder die sich an bestimmte Berufsgruppen richten. Darin enthalten sind neben den Kommentaren und Formularbüchern aus dem Verlag C. H. Beck und aus dem Nomos Verlag auch die dem jeweiligen Rechtsgebiet zugrunde liegenden Gesetze. Hierzu wurden die Textsammlungen des Verlags für die Online-Nutzung aufbereitet. Auf Gerichtsentscheidungen kann über die Fachzeitschriften des Anbieters zugegriffen werden. Außerdem existiert eine eigene Entscheidungssammlung, die Beck-Rechtsprechung (BeckRS).
Die Reihe Beck’sche Online-Kommentare erscheint vorrangig in Beck-Online, wird aber auch in größeren Abständen als gedrucktes Werk veröffentlicht. Bis 2019 wurden über Beck-Online bereits mehr als 65 Beck’sche Online-Kommentare zu verschiedenen Rechtsgebieten veröffentlicht. Ergänzt wird das Format inzwischen zudem durch die ausführlicheren beck-online.de GROSSKOMMENTARE, die sich zentralen Kodifikationen mit größerer Detailtiefe widmen. Außerdem kann auf Produkte von etwa 40 Partnern über Beck-Online zugegriffen werden, darunter die Fachzeitschriften Gewerblicher Rechtsschutz und Urheberrecht und Betriebs-Berater und die Datenbank Genios. Von April 2011 bis Dezember 2014 wurde der Staudinger-Gesetzeskommentar zum Bürgerlichen Gesetzbuch über Beck-Online angeboten. Die Produkte aus dem Nomos-Verlag zum Arbeits- und Sozialrecht werden unter einer eigenen Marke NomosOnline vertrieben. In die Benutzer-Oberfläche von Beck-Online wurde auch eine elektronische Aktenverwaltung integriert.
Zielgruppe des Dienstes sind vorwiegend Rechtsanwälte und Wissenschaftler. Mit den Bundesländern wurden Vereinbarungen über die Nutzung in der Verwaltung und in der Justiz getroffen. Bibliotheken können ein Hochschulmodul lizenzieren lassen.

## Finanzierung
Beck-Online ist ein werbefreies Angebot. Die Nutzung ist kostenpflichtig. Die Abrechnung erfolgt über eine Pauschale, die sich nach den lizenzierten Fachmodulen richtet. Nicht lizenzierte Dokumente können einzeln erworben werden. Seit Juli 2011 ist das Durchsuchen der Datenbank (nicht: das Herunterladen der dabei gefundenen Dokumente) kostenlos möglich, es wird aber eine Registrierung vorausgesetzt.